# Montegut, Louisiana
Montegut, Louisiana (енгл. Montegut) насељено је место без административног статуса у америчкој савезној држави Луизијана.

## Демографија
По попису из 2010. године број становника је 1.540, што је 263 (-14,6%) становника мање него 2000. године.
| Група             | 2000.         | 2010.         |
| Белци             | 1.553 (86,1%) | 1.331 (86,4%) |
| Афроамериканци    | 19 (1,1%)     | 16 (1,0%)     |
| Азијати           | 0 (0,0%)      | 6 (0,4%)      |
| Хиспаноамериканци | 26 (1,4%)     | 14 (0,9%)     |
| Укупно            | 1.803         | 1.540         |